# Mission (bande originale)
Pour les articles homonymes, voir Mission.
La bande originale du film Mission de Roland Joffé a été composée par Ennio Morricone.

## Description
L'œuvre combine chorales liturgiques, percussions amérindiennes et les guitares d'influences espagnoles afin de représenter les différentes cultures présentes dans le film.
Le thème principal, Falls, demeure l'une des chansons mémorables d'Ennio Morricone. Gabriel's Oboe a été également très remarquée.
La bande originale a été nommée pour l'Oscar de la meilleure musique de film en 1986, mais a perdu au profit de la bande originale du film Autour de minuit. Cette victoire a déclenché une controverse,,. Elle a remporté le Golden Globe de la meilleure musique de film et le British Academy Film Award de la meilleure musique de film. 
Elle a été choisie comme la 23e meilleure bande originale de film dans le classement AFI's 100 Years of Film Scores.
La chanson italienne Nella Fantasia est basée sur le thème de Gabriel's Oboe et a été enregistrée par plusieurs artistes dont Sarah Brightman, Amici Forever, Il Divo, Russell Watson, Hayley Westenra et Jackie Evancho.

## Titres
1. On Earth As It Is In Heaven  – 3:50
2. Falls  – 1:55
3. Gabriel's Oboe  – 2:14
4. Ave Maria Guarani  – 2:51
5. Brothers  – 1:32
6. Carlotta  – 1:21
7. Vita Nostra  – 1:54
8. Climb  – 1:37
9. Remorse  – 2:46
10. Penance  – 4:03
11. The Mission  – 2:49
12. River  – 1:59
13. Gabriel's Oboe  – 2:40
14. Te Deum Guarani  – 0:48
15. Refusal  – 3:30
16. Asuncion  – 1:27
17. Alone  – 4:25
18. Guarani  – 3:56
19. The Sword  – 2:00
20. Miserere  – 1:00

## Crédits
- Ennio Morricone : chef d'orchestre et arrangeur ;
- David Bedford : chef d'orchestre ;
- Orchestre philharmonique de Londres : orchestre ;
- Joan Whiting : soliste (hautbois) ;
- Barnet Schools Choir : chœur.